# Lillian Copeland
Pour les articles homonymes, voir Copeland.
Lillian Copeland, née le 25 novembre 1904 et morte le 7 juillet 1964, est une athlète américaine qui excellait dans les épreuves de lancer. 

## Biographie
Lillian Copeland est née à New York de parents immigrants juifs polonais. Son père est mort alors qu'elle était jeune. Sa mère se remaria et la famille déménagea à Los Angeles.
En athlétisme, elle excellait dans tous les lancers, notamment au lancer du poids. Elle remporta le championnat de l'Amateur Athletic Union cinq fois dans cette discipline (1924-1928, 1931). De plus, elle gagna aussi au lancer du disque en 1926 et 1927 et au lancer du javelot en 1926 et 1931. Dans cette dernière discipline, elle établit trois nouveaux records du monde en 1926 et 1927.
Les Jeux olympiques d'été de 1928 étaient les premiers à inclure des épreuves féminines d'athlétisme. Copeland participa uniquement au lancer du disque car les lancers du javelot et du poids ne faisaient pas encore partie du programme. À Amsterdam, elle termina deuxième derrière la polonaise Halina Konopacka.
En 1931, Copeland suivait les cours de l'université du Sud de la Californie et se concentra ainsi moins sur le sport. Néanmoins, elle participa aux Jeux olympiques d'été de 1932 dans sa ville de domicile, Los Angeles et remporta l'or au lancer du disque à son dernier essai.
Peu après ces jeux, elle se retira de la compétition.

## Palmarès

### Jeux olympiques
- Jeux olympiques de 1928 à Amsterdam ( Pays-Bas) 
  -  Médaille d'argent au lancer du disque
- Jeux olympiques de 1932 à Los Angeles ( États-Unis) 
  -  Médaille d'or au lancer du disque